# Ołeksij Szlachticz
Ołeksij Kostiantinowycz Szlachticz, Aleksiej Konstantinowicz Szlachticz (ukr. Олексій Костянтинович Шляхтич, ros. Алексей Константинович Шляхтич, ur. 17 marca 1924 we wsi Antonowka obecnie w rejonie talniwskim w obwodzie czerkaskim, zm. 22 grudnia 1981 w Kijowie) – radziecki wojskowy, podpułkownik, Bohater Związku Radzieckiego (1945).

## Życiorys
Urodził się w ukraińskiej rodzinie chłopskiej. Skończył 7 klas niepełnej szkoły średniej i szkołę uniwersytetu fabryczno-zawodowego, później pracował jako ślusarz w Dnieprodzierżyńsku, potem w fabryce w Woroszyłowgradzie. W 1941 został powołany do Armii Czerwonej, od października 1941 uczestniczył w wojnie z Niemcami, w 1944 ukończył kursy młodszych poruczników. Był dowódcą plutonu 1285 pułku piechoty 60 Dywizji Piechoty 47 Armii 1 Frontu Białoruskiego w stopniu porucznika. 16 stycznia 1945 wyróżnił się podczas forsowania Wisły k. Nowego Dworu Mazowieckiego, biorąc udział w odpieraniu wielu niemieckich kontrataków i wyparciu Niemców z ufortyfikowanych pozycji. Od 1946 do 1951 służył w Wojskach Wewnętrznych MWD ZSRR i w organach MGB ZSRR, w 1949 został członkiem WKP(b), w 1951 ukończył kursy doskonalenia kadry dowódczej i podjął ponowną służbę w Armii Radzieckiej, którą zakończył w 1968 w stopniu podpułkownika. Był odznaczony Złotą Gwiazdą Bohatera Związku Radzieckiego (27 lutego 1945), Orderem Lenina (27 lutego 1945) i medalami.